# La fama
La fama è un singolo della cantante spagnola Rosalía, pubblicato l'11 novembre 2021 come primo estratto dal terzo album in studio Motomami.
Il brano, che vede la partecipazione del cantante canadese The Weeknd, è stato candidato per il Latin Grammy Award alla registrazione dell'anno.

## Antefatti
Il 2 novembre 2021, per celebrare i tre anni dall'uscita del suo secondo album in studio El mal querer (2018), Rosalía ha confermato che il successore Motomami sarebbe stato pubblicato nel 2022. All'inizio del mese di ottobre dello stesso anno, durante un evento in Messico, la cantante aveva fissato la data di pubblicazione del singolo apripista per il mese successivo, diffondendo anche un'anteprima di un brano inedito attraverso il proprio profilo TikTok.
L'8 novembre 2021 sono stati affissati diversi annunci pubblicitari nella città di Buenos Aires, con su riportato il titolo La fama e la relativa copertina, insieme alla notizia della partecipazione di The Weeknd nel progetto e la sua data di pubblicazione. Si tratta della seconda collaborazione per ordine di pubblicazione tra Rosalía e The Weeknd, dopo il remix del singolo di quest'ultimo Blinding Lights.

## Descrizione
La fama è una bachata mid-tempo che incorpora al suo interno sonorità elettropop. Durante un'intervista concessa per la rivista Rolling Stone, Rosalía ha dichiarato di «aver voluto comporre, a proprio modo, una bachata sul tema della fama, influenzata dai testi di Rubén Blades e Patti Smith e dalle musiche degli Aventura». Ai microfoni dello show Apple Music 1 di Zane Lowe la cantante ha aggiunto di essere stata aiutata dal cantante Romeo Santos nella ricerca del repertorio musicale da cui trarre ispirazione. Il processo di scrittura del brano è iniziato nel 2018 e originariamente era stato concepito come un progetto solista; il coinvolgimento di The Weeknd è avvenuto solo nel 2020, prima della realizzazione del remix di Blinding Lights.

## Video musicale
Il video musicale, reso disponibile in concomitanza con l'uscita del brano, è stato diretto da Director X. Liberamente ispirato al film horror del 1996 Dal tramonto all'alba, conta anche la partecipazione dell'attore statunitense Danny Trejo. La tipografia del titolo utilizzata nel video rievoca quella di un'altra pellicola horror del 1996, Scream.

## Tracce
Testi di Rosalía Vila Tobella, musiche di Rosalía Vila Tobella, Abel "The Weeknd" Tesfaye, Adam Feeney, Alejandro Ramírez, David Rodríguez, Dylan Wiggins, Marco Masís, Noah Goldstein e Pablo Díaz-Reixa.
1. La fama – 3:08

## Formazione
- Rosalía – voce, produzione, produzione vocale
- The Weeknd – voce aggiuntiva, produzione
- Dylan Wiggins – basso, sintetizzatore, produzione, produzione vocale
- El Guincho – produzione
- Frank Dukes – sintetizzatore, produzione
- Noah Goldstein – produzione, produzione vocale
- Sky Rompiendo – produzione
- Tainy – basso, produzione
- Jean Rodriguez – produzione vocale
- Roland Gajate Garcia – percussioni
- David Rodríguez – registrazione
- Shin Kamiyama – registrazione
- Tyler Murphy – registrazione
- Anthony Vilchis – ingegneria del suono
- Jeremie Inhaber – ingegneria del suono
- Zach Peraya – ingegneria del suono
- Chris Gehringer – mastering

## Classifiche

### Classifiche settimanali
| Classifica (2021-22) | Posizione massima |
| -------------------- | ----------------- |
| Argentina            | 73                |
| Belgio (Vallonia)    | 4                 |
| Bulgaria             | 6                 |
| Canada               | 86                |
| El Salvador          | 10                |
| Francia              | 5                 |
| Grecia               | 31                |
| Irlanda              | 73                |
| Italia               | 86                |
| Lituania             | 45                |
| Lussemburgo          | 19                |
| Perù                 | 49                |
| Portogallo           | 29                |
| Spagna               | 1                 |
| Stati Uniti          | 94                |
| Svizzera             | 15                |

### Classifiche di fine anno
| Classifica (2021) | Posizione |
| ----------------- | --------- |
| Spagna            | 98        |
| Classifica (2022) | Posizione |
| Belgio (Fiandre)  | 150       |
| Belgio (Vallonia) | 9         |
| Francia           | 11        |
| Spagna            | 22        |
| Svizzera          | 55        |
| Classifica (2023) | Posizione |
| Francia           | 141       |